# Judas le Galiléen
Pour les articles homonymes, voir Judas (homonymie).
Judas le Galiléen, Judas le Gaulanite ou Judas de Gamala, souvent identifié à Judas fils d'Ézéchias, est un chef révolutionnaire qui dirige une révolte en Judée au moment où celle-ci devient une province romaine, en 6 EC. Associé à un pharisien nommé Sadoq, il s'oppose alors par la violence au recensement fiscal effectué par Quirinius. Il serait le fondateur d'un mouvement que Flavius Josèphe désigne sous le nom de Quatrième philosophie et qu'il rend responsable de la destruction du Temple de Jérusalem. Il est souvent identifié à Judas fils d'Ézéchias qui dirige une révolte en Galilée au moment de la succession d'Hérode le Grand (mort en 4 av. J.-C.).
Il appartient à une dynastie d'opposants aux Hérodiens et aux Romains : deux de ses fils, Simon et Jacob, sont crucifiés sur ordre du procurateur de Judée Tiberius Alexander entre 45 et 48. Un troisième fils, Menahem, est un des chefs les plus importants du début de la Grande révolte juive. Après sa mort, en 66, les sicaires de Massada sont dirigés par un de ses parents, Éléazar fils de Jaïr, qui va résister aux Romains jusqu'en 73-74. Son père est peut-être l'Ézéchias tué par Hérode en 47 - 46 av. J.-C..
Si la survie de son groupe après sa mort est admise, il est difficile de savoir si celui-ci donne naissance aux sicaires ou aux zélotes, ou si l'un de ces groupes existait déjà de son vivant. Les écrits de Flavius Josèphe (Guerre des Juifs II, § 8, 1 et § 17, 8 et les Antiquités judaïques livre XVIII) sont les seules sources à son sujet, à part une brève mention dans les Actes des Apôtres (5, 37).

## Éléments de biographie
Il est difficile de savoir d'où Judas était originaire exactement. Pour Flavius Josèphe dans un passage des Antiquités judaïques il est originaire de Galilée, mais dans un autre il mentionne qu'il est originaire de Gamala en Gaulanitide, à 10 km à l'est de la Galilée. Les fouilles menées sur le site de Gamala montrent qu'à cette époque c'était une importante colonie de peuplement judéenne. Ses activités — qu'on les appelle banditisme comme Flavius Josèphe ou résistance selon un point de vue opposé — ont plutôt eu lieu en Galilée et non en Gaulanitide, avant de se développer en Judée.

### Judas fils d'Ezéchias
Lors de la révolte qui se déclenche à la mort d'Hérode le Grand (4 av. J.-C.), Judas, présenté par Flavius Josèphe comme « fils de cet Ezéchias qui jadis avait infesté le pays à la tête d'une troupe de brigands et que le roi Hérode avait capturé », conduit l’attaque de la garnison romaine de Sepphoris, la capitale de Galilée (7 km au nord de Nazareth). Après avoir réuni « une multitude considérable », il s'empare de l'arsenal de Sepphoris, arme ses compagnons, « attaque ceux qui lui disputaient le pouvoir », déclenche ainsi un vaste mouvement insurrectionnel et se met « à aspirer au titre royal. » Il est ainsi un des trois prétendants à la succession d'Hérode, « des « Messies », qui surgissent à la mort du roi. » Selon Simon Claude Mimouni, c'est au cours de cette révolte que son groupe se déplace de la Galilée vers la Judée « sans doute sous la pression de la « guerre de Varus ». ».
Judas est le fils d'Ézéchias, qualifié de chef des brigands par Flavius Josèphe, et tué par Hérode alors qu'Hérode était stratège de Galilée en 47 av. J.-C. - 46 av. J.-C.,. Bien que Flavius Josèphe le désigne comme « brigand », Ézéchias semble être un personnage important, probablement le dirigeant d'une garnison en poste en Galilée. Les troupes de cet insurgé galiléen allaient jusqu'à harceler la ville de Tyr. Son exécution provoque un émoi dans la haute société de Jérusalem et Hérode est sommé de se justifier devant le Sanhédrin. Appuyé par le gouverneur de Syrie Sextus César et à la suite d'une intervention ambiguë du leader pharisien Saméas (Shemayah ou Shammaï ?), Hérode est acquitté. Même si cette exécution a peut-être servi de prétexte à l'élite sacerdotale et au grand prêtre Hyrcan II pour contester l'action du nouveau stratège de Galilée, cela montre qu'Ézéchias est un haut personnage de la région. Les prétentions à la royauté de Judas et de ses fils ont fait supposer à certains historiens qu'il pouvait être d'une des familles pouvant légitimement prétendre à la royauté. Ézéchias était peut-être un officier en poste dans le nord du pays, en Galilée ou en Gaulanitide, resté fidèle aux Hasmonéens. Cet opposant aux Hérodiens serait passé à la rébellion lors de la prise en main de la Palestine par Hérode et son frère Phasaël.

### Judas le Galiléen et la Quatrième philosophie
Selon Flavius Josèphe, Judas le Galiléen et un pharisien nommé Sadoq fondent en l'an 6 ap. J.-C. un mouvement désigné sous le nom de Quatrième philosophie. Judas incite ses compatriotes à ne pas accepter le recensement de Quirinius. Judas et Sadoq s'opposent au grand prêtre Joazar de la famille boëthusienne. Joazar parvient à convaincre les Juifs de se soumettre au recensement. La majorité des critiques estiment que ce Judas est le même que le Judas fils d'Ezéchias qui s'est révolté en l'an 4 av. J.-C.. Il n'y a toutefois pas un consensus total sur ce sujet, car le témoignage de Josèphe « n'est pas d'une claire évidence. » Selon lui, c'est à l'occasion de cette révolte contre ce recensement fiscal qui marque l'entrée officielle de la Judée dans le système provincial romain que s'est formé le groupe zélote avec à sa tête Judas de Galilée ou de Gamala. Toutefois par la suite, il désigne ce même groupe, de manière contradictoire, par l'appellation « sicaire » et non par celle de « zélotes ».
Josèphe présente Judas comme un « philosophe », chef d'une « secte », qu'il appelle « Quatrième philosophie » par opposition avec les trois autres « sectes » du judaïsme qu'il mentionne : les Sadducéens, les Pharisiens et les Esséniens,. Selon lui, Judas partage toutefois certains points de vue des pharisiens en matière de pureté rituelle. Il blâme les partisans de Judas, les rendant responsables du déclenchement de la Grande révolte juive et de la destruction du Temple de Jérusalem. Ce qui caractérise la doctrine du groupe de Judas « c'est essentiellement la notion de liberté et celle de la royauté absolue et exclusive du Dieu d'Israël. » Ce qui exprime l'attente d'une rédemption ou d'une libération eschatologique par le Dieu d'Israël. Ils préconisaient l'action violente contre les Romains afin d'aider la venue de cette rédemption, ce qui, selon Simon Claude Mimouni, « permet évidemment la légitimation du pillage des biens des riches, considérés comme les alliés des pouvoirs établis. » Bien que Flavius Josèphe n'utilise pas « le terme de « zélote » à propos de Judas le Galiléen, la filiation de son groupe avec les Zélotes dans les années 66-74, et probablement aussi avant, ne paraît guère faire de doute pour certains critiques. ». Chez Flavius Josèphe, le terme « sicaire » apparaît en 56, à l'époque du procurateur Antonius Felix lorsqu'ils assassinent le grand prêtre Jonathan ben Hanan. À partir du déclenchement de la Grande révolte juive (66), Flavius Josèphe présente Menahem, un des fils de Judas, comme le chef des Sicaires.
Selon Simon Claude Mimouni, malgré cette confusion terminologique de Flavius Josèphe, on est certain que l'appellation « sicaire » vient des Romains et que l'appellation « zélotes » vient des Juifs. Certains critiques estiment d'ailleurs que ces deux noms sont les appellations externe et interne du même mouvement. S'il s'agit du même mouvement, une rupture entre ces deux groupes intervient dès le début de la révolte. Toutefois, pour d'autres historiens, il faut distinguer les Sicaires des Zélotes : les héritiers de la Quatrième philosophie sont les Sicaires, alors que les Zélotes sont « les jeunes prêtres qui à la veille de la guerre, rejettent les sacrifices offerts au Temple pour le compte de Rome et de l'empereur (Guerre des Juifs, II, 17, 409) », dont le chef est Éléazar fils d'Ananias et qui sont disciples de l'école de Shammaï. « L'idéal théocratique découlant de ce que Josèphe appelle la IVe philosophie n'en est pas moins commun aux Sicaires et aux Zélotes. »

### Sa mort
Josèphe ne relate pas la mort de Judas, ce sont seulement les Actes des Apôtres (5, 37) qui indiquent lapidairement qu'il aurait péri et que ses partisans ont été dispersés. Cette information se trouve dans le discours de Gamaliel devant le Sanhédrin, afin de défendre certains apôtres qui viennent d'être arrêtés. Judas y est présenté comme un exemple de chef messianique ayant échoué. Comme le discours est prononcé par Gamaliel l'Ancien qui meurt vers 50, cela permet de savoir qu'il est mort avant cette date.

## Descendants
Deux des fils de Judas de Galilée ou de Gamala, Simon et Jacob, sont crucifiés sur ordre du procurateur de Judée Tiberius Alexander entre 45 et 48, ce qui montre que le groupe héritier de Judas a été actif en Judée à cette époque (Antiquités 20.5.2 102). Le roi Agrippa Ier vient de mourir — peut-être empoisonné par Marsus, le légat de Syrie — et une famine se développe en Palestine, ce qui ne manque pas de créer des troubles ainsi que des mouvements de solidarité, comme celui d'Hélène d'Adiabène et de ses fils. Le fait que Simon et Jacob aient été exécutés par crucifiement indique clairement qu'ils se sont révoltés.
Un troisième fils, Menahem prend la forteresse de Massada au tout début le la Grande révolte juive de 66 - 74. Il joue ensuite un rôle important dans la généralisation de la révolte en aidant à la prise du palais d'Hérode à Jérusalem. Il s'allie à ce moment à Éléazar, le commandant du Temple et fils de l'ancien grand-prêtre Ananias de Zébédée. Il est tué à Jérusalem par un autre clan de Zélotes, ses anciens alliés, après avoir montré trop ostensiblement ses prétentions à la royauté. Les partisans de Menahem se sont alors réfugiés à Massada, déjà conquise par un des petits-fils de Judas, Éléazar fils de Jaïr. Cette forteresse est apparemment une des dernières poches de résistance de la Grande révolte jusqu'en 73 ou 74, date où Éléazar se serait suicidé avec tous les autres assiégés plutôt que d'accepter la servitude. Toutefois, selon Simon Claude Mimouni, « la dimension historique de cet événement est plus que discutée. »
Dans son livre "Jésus ou le mortel secret des Templiers" Robert Ambelain détaille la théorie qui fait de Jésus le fils aîné de Judas de Galilée, Simon et Jacob, c'est-à-dire les apôtres Simon-Pierre et Jacques, étant ses frères cadets.

## Arbre généalogique
|                                                      |                                                      |                                                      |                                                      |                                                      |                                                      |  |  |                                                      |                                                      |                                                      |                                                      | Ézéchias tué par Hérode (stratège de Galilée) en 47 - 46 avant notre ère |                                                      |  |  |                                                      |                                                      |                                                      |                                                      |                                                      |                                                      |  |  |                                               |      |      |      |      |      |  |  |  |  |  |  |  |  |  |  |  |  |  |  |  |  |  |  |  |  |
|                                                      |                                                      |                                                      |                                                      |                                                      |                                                      |  |  |                                                      |                                                      |                                                      |                                                      |                                                                          |                                                      |  |  |                                                      |                                                      |                                                      |                                                      |                                                      |                                                      |  |  |                                               |      |      |      |      |      |  |  |  |  |  |  |  |  |  |  |  |  |  |  |  |  |  |  |  |  |
|                                                      |                                                      |                                                      |                                                      |                                                      |                                                      |  |  |                                                      |                                                      |                                                      |                                                      | Judas le Galiléen tué après 6                                            |                                                      |  |  |                                                      |                                                      |                                                      |                                                      |                                                      |                                                      |  |  |                                               |      |      |      |      |      |  |  |  |  |  |  |  |  |  |  |  |  |  |  |  |  |  |  |  |  |
|                                                      |                                                      |                                                      |                                                      |                                                      |                                                      |  |  |                                                      |                                                      |                                                      |                                                      |                                                                          |                                                      |  |  |                                                      |                                                      |                                                      |                                                      |                                                      |                                                      |  |  |                                               |      |      |      |      |      |  |  |  |  |  |  |  |  |  |  |  |  |  |  |  |  |  |  |  |  |
|                                                      |                                                      |                                                      |                                                      |                                                      |                                                      |  |  |                                                      |                                                      |                                                      |                                                      |                                                                          |                                                      |  |  |                                                      |                                                      |                                                      |                                                      |                                                      |                                                      |  |  |                                               |      |      |      |      |      |  |  |  |  |  |  |  |  |  |  |  |  |  |  |  |  |  |  |  |  |
| Simon crucifié par Tiberius Alexander entre 45 et 48 | Simon crucifié par Tiberius Alexander entre 45 et 48 | Simon crucifié par Tiberius Alexander entre 45 et 48 | Simon crucifié par Tiberius Alexander entre 45 et 48 | Simon crucifié par Tiberius Alexander entre 45 et 48 | Simon crucifié par Tiberius Alexander entre 45 et 48 |  |  | Jacob crucifié par Tiberius Alexander entre 45 et 48 | Jacob crucifié par Tiberius Alexander entre 45 et 48 | Jacob crucifié par Tiberius Alexander entre 45 et 48 | Jacob crucifié par Tiberius Alexander entre 45 et 48 | Jacob crucifié par Tiberius Alexander entre 45 et 48                     | Jacob crucifié par Tiberius Alexander entre 45 et 48 |  |  | Menahem chef du début de la Grande révolte tué en 66 | Menahem chef du début de la Grande révolte tué en 66 | Menahem chef du début de la Grande révolte tué en 66 | Menahem chef du début de la Grande révolte tué en 66 | Menahem chef du début de la Grande révolte tué en 66 | Menahem chef du début de la Grande révolte tué en 66 |  |  | Jaïr                                          | Jaïr | Jaïr | Jaïr | Jaïr | Jaïr |  |  |  |  |  |  |  |  |  |  |  |  |  |  |  |  |  |  |  |  |
| Simon crucifié par Tiberius Alexander entre 45 et 48 | Simon crucifié par Tiberius Alexander entre 45 et 48 | Simon crucifié par Tiberius Alexander entre 45 et 48 | Simon crucifié par Tiberius Alexander entre 45 et 48 | Simon crucifié par Tiberius Alexander entre 45 et 48 | Simon crucifié par Tiberius Alexander entre 45 et 48 |  |  | Jacob crucifié par Tiberius Alexander entre 45 et 48 | Jacob crucifié par Tiberius Alexander entre 45 et 48 | Jacob crucifié par Tiberius Alexander entre 45 et 48 | Jacob crucifié par Tiberius Alexander entre 45 et 48 | Jacob crucifié par Tiberius Alexander entre 45 et 48                     | Jacob crucifié par Tiberius Alexander entre 45 et 48 |  |  | Menahem chef du début de la Grande révolte tué en 66 | Menahem chef du début de la Grande révolte tué en 66 | Menahem chef du début de la Grande révolte tué en 66 | Menahem chef du début de la Grande révolte tué en 66 | Menahem chef du début de la Grande révolte tué en 66 | Menahem chef du début de la Grande révolte tué en 66 |  |  | Jaïr                                          | Jaïr | Jaïr | Jaïr | Jaïr | Jaïr |  |  |  |  |  |  |  |  |  |  |  |  |  |  |  |  |  |  |  |  |
|                                                      |                                                      |                                                      |                                                      |                                                      |                                                      |  |  |                                                      |                                                      |                                                      |                                                      |                                                                          |                                                      |  |  |                                                      |                                                      |                                                      |                                                      |                                                      |                                                      |  |  | Éléazar ben Jaïr Suicide à Massada (73 ou 74) |      |      |      |      |      |  |  |  |  |  |  |  |  |  |  |  |  |  |  |  |  |  |  |  |  |

- Certains critiques estiment que Judas le Galiléen qui déclenche la révolte du recensement et le Judas fils d'Ézéchias qui se révolte au moment de la mort d'Hérode sont deux personnages différents. Dans ce cas Ézéchias n'est pas le père de Judas le Galiléen.
- Certains critiques estiment que Menahem n'est pas le fils de Judas mais de Yaïr/Jaïre, ce qui n'est pas représenté ici.
- Cet arbre est tiré du livre Le Judaïsme ancien du VIe siècle avant notre ère au IIIe siècle de notre ère, de Simon Claude Mimouni[19].

## Mouvement galiléen
Le mouvement de Judas le Galiléen est probablement à l'origine de la désignation de Galiléen pour l'une des sept sectes juives que les auteurs chrétiens comme Justin de Naplouse et Hégésippe mentionnent au IIe siècle,. Ce nombre de sept sectes est sans doute symbolique et ne reflète que la grande pluralité du judaïsme au début de notre ère,. À la suite de Nodet et de Taylor, François Blanchetière note que « le judaïsme galiléen se révèle fortement marqué pas ses attaches babyloniennes et par un puissant mouvement contestataire » qui se manifeste d'abord dans l'action d'Ézéchias, puis dans celle de Judas, dit le Galiléen et enfin par celle de Jean de Gischala dès le début de la Grande révolte en Galilée (66), avant que ce dernier devienne chef des Zélotes à Jérusalem (68-70).
L'appellation Galiléen est bien moins péjorative que celles de « bandits » ou de « sicaires » que Flavius Josèphe, les sources juives et païennes utilisent amplement. Toutefois celle-ci semble désigner une mouvance plutôt qu'une secte précise. « Galiléen » « serait devenu le terme générique des Juifs qui se sont reconnus dans l'idéal politique et religieux de Judas, comme les Sicaires ou bien d'autres mouvements proches des Zélotes. »